# Marcus Pürk
Marcus Pürk (nascut a Viena el 21 de setembre de 1974) és un futbolista austríac.

## Trajectòria
Pürk va fer el seu debut professional amb l'Austria Viena la temporada 92/93, però el 1994 va fitxar pels rivals del Rapid, en una temporada en què va ser dels màxims golejadors de la lliga del seu país, i fou triat "futbolista de l'any".
Amb aquest reconeixement deixa Austria i marxa a la lliga espanyola, fitxat per la Reial Societat, on hi realitza una temporada regular, amb 30 partits i cap gol. Només romangué un any al País Basc abans de retornar al seu país per jugar a l'Sturm Graz.
De 1998 al 2004 milità al 1860 Múnic, de la Bundeslliga alemanya. Posteriorment, fitxà per un altre club austríac, l'Admira Wacker, on només aparegué en una ocasió. Des de llavors, juga en divisions inferiors.

## Selecció
Pürk ha portat dues vegades la samarreta de la selecció d'Àustria. La primera fou el 1995 contra Liechtenstein, partit en què marcà un gol. La segona va ser el 2002 contra Suïssa.

## Palmarès
- Copa d'Àustria: 1995, 1997